# محمد بن قاسم البقري

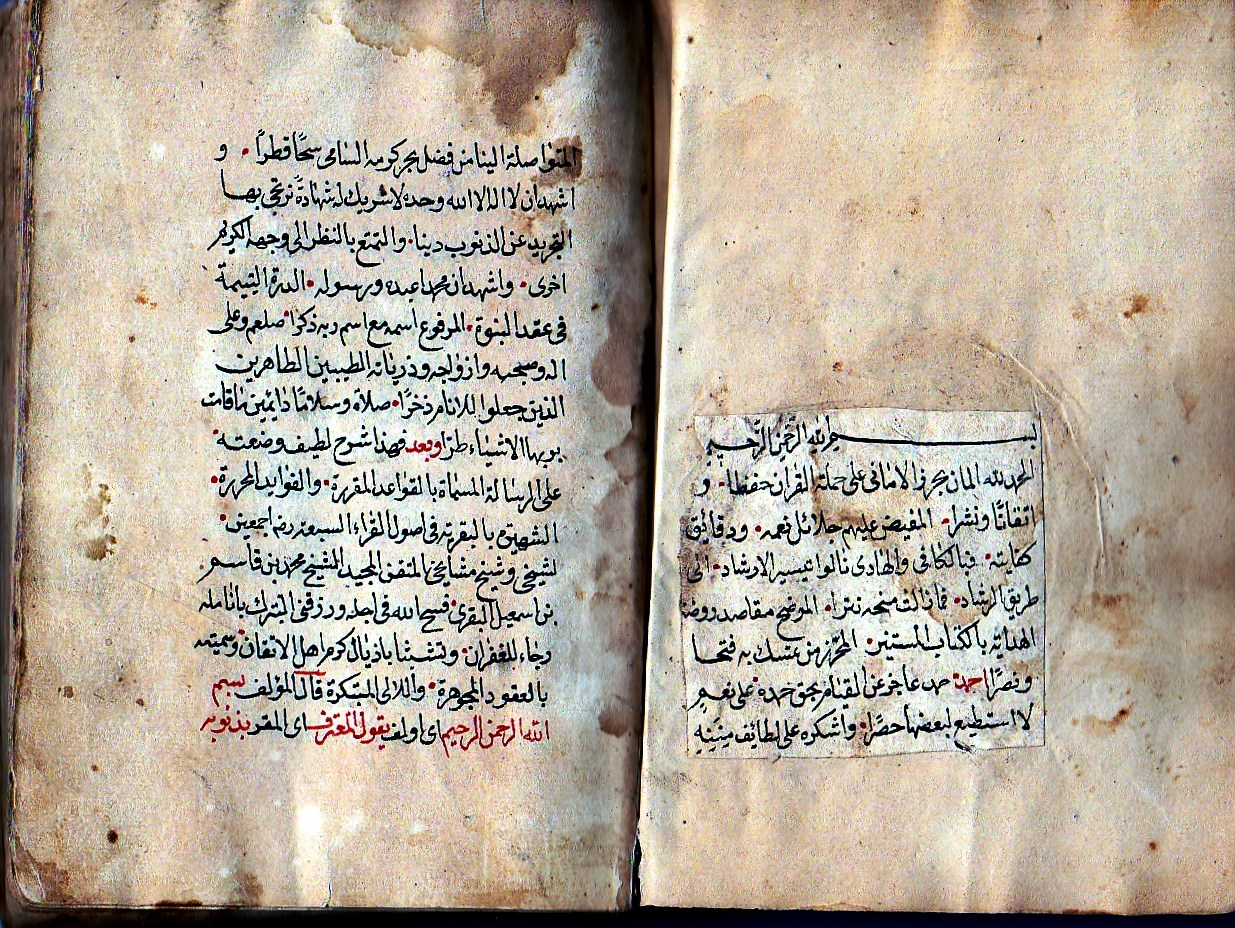
صورة الصفحة الاولى من مخطوط (شرح الرسالة البقرية) في علم القراءات السبع كتبت بخط ملا قاسم أفندي المفتي في المدرسة المرجانية ببغداد عام 1117 هجرية/1705م

البقري (1018 - 1111 هـ / 1609 - 1699 م) هو مقرئ، من فقهاء الشافعية. من أهل القاهرة.
هو محمد بن قاسم بن إسماعيل البقري الشناوي. نسبته إلى «نزلة البقر» أو «دار البقر» من قرى مصر.

## آثاره
من آثاره:
- «غنية الطالبين»، في التجويد.
- «فتح الكبير المتعال».
- «القواعد المقررة والفوايد المحررة»، في قواعد القراءات السبعة، والمشهورة بالرسالة البقرية.
- «العمدة السنية»، في التجويد.